# Sismología de exploración
La sismología de exploración es una parte especializada en la sismología que se divide en dos métodos: la sismología de reflexión y la sismología de refracción. Básicamente ambos métodos son usados para encontrar rasgos en el subsuelo, usando una fuente de ondas sísmicas y un grupo de sensores que grabarán los movimientos provenientes del subsuelo.
Estos métodos son regidos por los siguientes puntos:
1. 1. La teoría de esfuerzos y deformaciones
  2. La Ley de Hooke
  3. Las Constantes elásticas,
  4. La Teoría de Propagación de Ondas elásticas
    1. Ley de Snell (Ley de reflexión)
    2. Ley de Refracción
    3. Principio de Huygens
    4. Principio de Fermat
    5. Ley de Reciprocidad y velocidad aparente
    6. Ley de Paralelismo

- Datos: Q6129552